# Carlos Obers

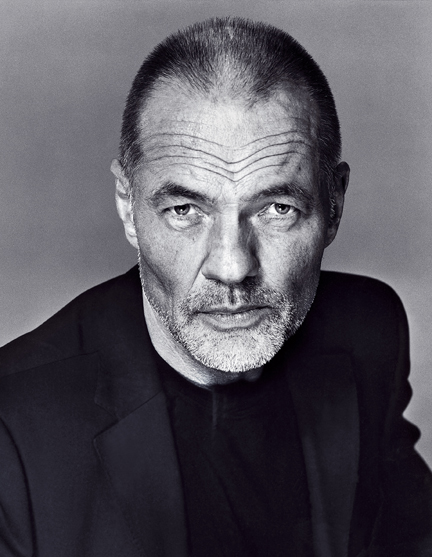
Carlos Obers, vor 2006

Carlos Obers (* 2. November 1940 in Buenos Aires als Karl-Dietrich Obers; † 11. Juli 2024 in Berlin) war ein deutscher Werbetexter und einer der bekanntesten Gestalter der Werbung der 1970er bis 2000er Jahre.

## Leben und Karriere
Obers wurde als Sohn eines Herstellers eleganter Herrenmode in Argentinien geboren. Die Familie war im Zweiten Weltkrieg nach Südamerika geflohen und kehrte nach Kriegsende nach Deutschland zurück, worauf er den Rest seiner Kindheit in Bad Soden verbrachte. Obers studierte Kunst an der Städelschule in Frankfurt am Main, Theologie an der Philosophisch-Theologischen Hochschule Sankt Georgen in Frankfurt am Main und Philosophie unter Theodor Adorno an der Johann Wolfgang Goethe-Universität Frankfurt am Main. Nach dem Studium arbeitete er als Buchhändler, nebenher boxte er und wurde 1958 hessischer Landesmeister im Halbschwergewicht. 
In den frühen 1960er Jahren organisierte Obers im Auftrag der Bundesregierung und des Börsenvereins des Deutschen Buchhandels Buchausstellungen und Dichterlesungen in Ländern, mit denen die Bundesrepublik Deutschland bestrebt war, diplomatische Beziehungen anzuknüpfen wie Polen, Sowjetunion, Israel und Skandinavien. 1964 wurde er Werbe- und Presseleiter beim R. Piper Verlag in München. 
Ab 1968 war er Werbetexter für die europäischen und internationalen Werbeagenturen Dorland, DDB und GGK. Befreundet war er mit Bill Bernbach, dem Begründer der modernen Werbung. Obers baute die Kreativabteilung der Agentur Wiesmeier in München auf und war von 1996 bis 1998 Pressesprecher des Art Directors Club (ADC) Deutschland. Er war von 1985 bis 2000 Mitglied der ADC-Jury, von 1998 bis 2000 ADC-Präsident. Von 2004 bis 2007 war Obers (bis 2005 mit Ono Mothwurf, ab 2005 mit Ekki Frenkler) Creative Director für Talentförderung bei Serviceplan Gruppe für innovative Kommunikation. 
2007 gründete Obers die Luxus-Escortagentur „Greta Brentano“, in der er vollkommen neue Wege im Escort aufzeigen wollte. Die Frauen, ausschließlich Künstlerinnen, Akademikerinnen und Schauspielerinnen, sind als „Musen“ konzipiert, die ähnlich der klassischen Hetären bzw. Kurtisanen, die Zielgruppe der kultivierten Elite ansprechen soll
Carlos Obers war dreimal verheiratet und hat vier Kinder. Obers wohnte in Berlin.

## Kampagnen (Auswahl)
- 1968: Anzeigenkampagne für das Dürer-Jahr in Nürnberg
- 1972: Olympia-Anzeigenkampagne für Siemens anlässlich der Olympischen Spiele in München
- 1976: Anzeigenkampagne für IBM-Deutschland
- 1983: Anzeigenkampagne für Hennessy Cognac
- 1985: Anzeigenkampagne für Maerz-Strickmode
- 1987: Internationale Anzeigenkampagne für Bulthaup-Küchen
- 1988: Anzeigenkampagne für Elbeo-Strumpfhosen
- 1991: Werbekampagne für J&B Scotch Whisky
- 1992–2002: Werbekampagne für Strellson Menswear
- 2007–2008: Internationale Kampagne für comma-Moden

## Preise (Auswahl)
- Goldmedaille des ADC Deutschland für J&B Whisky 1992
- Goldmedaille des ADC Deutschland für Hennessy Cognac 1984
- Goldmedaille des ADC Schweiz für BI-Strumpfhosen 1973
- Silbermedaille des ADC New York für Elbeo-Strumpfhosen 1989
- Silbermedaille des ADC Deutschland für Strellson mens wear 1993
- Bronze-Medaille des ADC Deutschland für März-Moden 1986
- Journalisten-Preis der deutschen Presse für Oui-Fashion 2003
- Nagel in Bronze des ADC Deutschland für Comma-Moden 2009

## Sonstige Auszeichnungen
- 1958 hessischer Landesmeister im Halbschwergewicht im Boxen